# Gilmara Justino
Gilmara Justino, conhecida simplesmente como Gilmara (nascida em 13 de março de 1981, em Piracicaba), é uma jogadora brasileira de basquete que ocupa a posição de pivô.
Foi parte da Selecção feminina de basquete de Brasil com a que atingiu a medalha de bronze nos Jogos Panamericanos de 2011 em Guadalajara, México; ademais, foi vencedora do campeonato preolímpico de basquete feminino das Américas realizado em Colômbia no ano 2011.

## Estatísticas FIBA
| Ano          | Torneio                           | PPJ | RPJ | APJ |
| ------------ | --------------------------------- | --- | --- | --- |
| 2011         | Campeonato FIBA Américas feminino | 4   | 2.3 | 0.5 |
| Média total  | Média total                       | 4   | 2.3 | 0.5 |
| Fonte: FIBA. |                                   |     |     |     |